# Marek Pietraszkiewicz
Marek Pietraszkiewicz – polski chemik, dr hab. nauk chemicznych, profesor zwyczajny Instytutu Chemii Fizycznej Polskiej Akademii Nauk.

## Życiorys
W 1973 ukończył studia chemiczne na Uniwersytecie Warszawskim. W 1978 obronił pracę doktorską. W 1992 habilitował się na podstawie rozprawy zatytułowanej Projektownie, synteza i właściwości kompleksujące chiralnych makrocyklicznych receptorów molekularnych pochodnych D-mannozy. 21 grudnia 2007 nadano mu tytuł profesora w zakresie nauk chemicznych. 
Jest zatrudniony na stanowisku profesora zwyczajnego w Instytucie Chemii Fizycznej Polskiej Akademii Nauk.